# Bolivar (serial telewizyjny)
Bolivar – kolumbijski serial biograficzno-dramatyczny, oparty na faktach z życia Simóna Bolívara przywódcy walk o wyzwolenie Ameryki Południowej spod władzy Hiszpanów.

## Opis fabuły
Serial rozpoczyna się gdy Simón Bolívar jako żołnierz zachęca swoich zmęczonych towarzyszy do walki o niepodległość, po czym wraca do małżeństwa w Hiszpanii, a następnie z powrotem do dzieciństwa. Młody Simón cieszy się wszystkimi luksusami życia, do czasu gdy umiera jego matka, a następnie dziadek, pozostawiając jego przyszłość w rękach wuja, który chce przywłaszczyć sobie fortunę Bolivarów. Simón jako aktywne dziecko, zostaje oddany pod opiekę nauczyciela będącego członkiem grupy zaangażowanej do walki o niepodległość. Gdy akcja zdobycia broni w arsenale się nie powiodła, obserwował jak hiszpańska władza karze dysydentów. 
Następnie wstępuje do wojska, i podróżuje do Hiszpanii zarówno w celu dalszej edukacji, jak i zdobycia tytułu szlacheckiego markiza. Po przybyciu do Hiszpanii dwóm jego  wujom udało się przedstawić Simóna odpowiedniemu opiekunowi, dobrze szanowanemu przez koronę. To pod jego opieką Simón poznaje Maríę Teresę del Toro, którą  zamierza poślubić, ale również inny Hiszpan chce ją poznać i próbuje przy okazji oczernić imię Bolivara. Dzięki swojemu urokowi i dowcipowi Bolívar spędza czas w Hiszpanii jako bardzo szanowany człowiek i wraca do Wenezueli, bez tytułu szlacheckiego, ale z Maríą Teresą jako żoną.
María Teresa natychmiast zaczyna pomagać w hacjendzie, robotnikom i niewolnikom; jest również nieskończenie lojalna wobec Simóna i wykupuje jego ukochaną niewolnicę domową Mateę. Tymczasem w Wenezueli mianowany jest nowy sędzia królewski, który przyjaźni się z Marią Teresą, a następnie z rodziną Bolívarów. Starsza siostra Simóna, María Antonia, zaczyna się w nim zakochiwać po prośbie o pożyczkę. María Teresa zaczyna chorować po ukąszenie owada, i wkrótce umiera. Simón przysięga, że będzie żył w jej duchu i nigdy więcej się nie ożeni.
Simón jedzie do Paryża, gdzie znajduje swojego dawnego ulubionego nauczyciela i przyjaciela Fernando del Toro. W Wenezueli María Antonia i sędzia rozpoczynają romans, podczas którego ona zachodzi w ciążę, a ich chciwy wuj umiera bez środków do życia. Simón wraca do Wenezueli i przystępuje do junty w Caracas, która próbuje rządzić Wenezuelą i proponuje ruch niepodległościowy.

## Obsada aktorska
- Luis Gerónimo Abreu – Simon Bolivar
  - José Ramón Barreto – młody Simón
  - Maximiliano Gomez – dziecko Simón
- Juan Fernando Sanchez – Jóse María Córdoba
- Alina Lozano – Tía Mercedes
- Hans Martinez – Francisco de Paula Santander
- Shany Nadan – Manuelita Sáenz
- Rosmeri Marvan – Maria Antonia Bolívar
- Nohely Arteaga – Maria de la Concepción Palacios
- Sasana Rojas – Rocío
- Amparo Conde – Blanca
- Mauricio Mejia – Juan José Rondon
- Juliette Pardau – Feliza Mora
- Erik Joel Rodriguez – Pablo Clemente Palacios
- Adrian Makała – José Palacios
- Andrea Gomez – Marcela
- Jaime Correa – Soldado Humberto Lopez
- Roberto Marin –Soldado Mora
- Leonidas Urbina – General José Antonio Paez
- Carlos Aguilar – Tiemente Coronei Barreiro